# 고흥과역중학교
고흥과역중학교(高興過驛中學校)는 대한민국 전라남도 고흥군 과역면 과역리에 있는 공립 중학교이다.

## 학교 연혁
- 1952년 1월 27일 : 영주중학교 설립 인가
- 1952년 4월 1일 : 영주중학교 개교
- 1978년 3월 1일 : 고흥과역중학교로 교명 변경
- 2021년 9월 1일 : 제26대 조경익 교장 취임
- 2025년 1월 8일 : 제72회 4명 졸업(총 졸업생 12,467명)

## 참고 자료
- 고흥과역중학교 - 한국교육학술정보원 학교알리미